# Sejm Ustawodawczy (1919–1922)

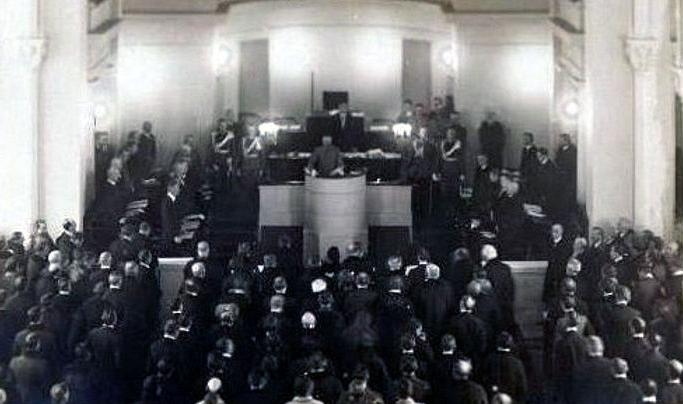
Naczelnik Państwa Józef Piłsudski otwiera pierwsze posiedzenie Sejmu Ustawodawczego. 10 lutego 1919

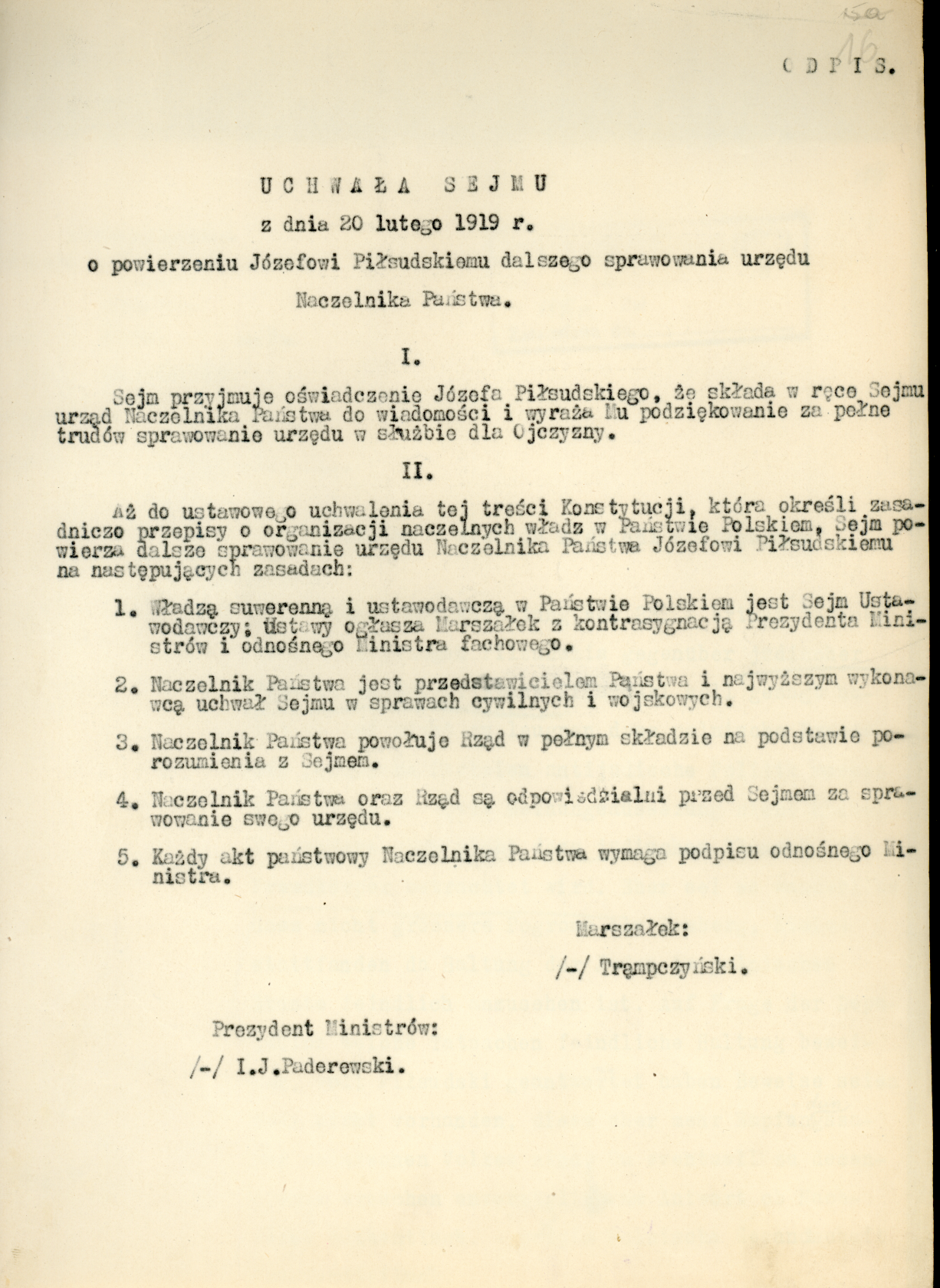
Uchwała Sejmu z 20 lutego 1919 o powierzeniu Józefowi Piłsudskiemu dalszego sprawowania urzędu Naczelnika Państwa

Sejm Ustawodawczy – jednoizbowy organ parlamentarny wybrany dla uchwalenia konstytucji (Konstytuanta) II Rzeczypospolitej. Pierwsze posiedzenie odbyło się 10 lutego 1919, zaś ostatnie 27 listopada 1922.
28 listopada 1918 w Warszawie został wydany „Dekret o wyborach do Sejmu Ustawodawczego”. Sejm został wyłoniony częściowo w drodze demokratycznych wyborów pięcioprzymiotnikowych (bezpośrednich, powszechnych, równych, tajnych i proporcjonalnych) 26 stycznia 1919 uzupełniony polskimi posłami parlamentów państw zaborczych. Stopniowo uzupełniany wyborami w poszczególnych dzielnicach do 1922. Na koniec kadencji liczył 442 posłów, z czego 364 wybrano w wyborach zarządzonych przez władze polskie, 20 w drodze uchwały o włączeniu w skład izby wybranych w drodze wyborów delegatów Sejmu Litwy Środkowej, 35 posłów posiadało mandaty z tytułu wyborów do parlamentów państw zaborczych (w tym 28 z izby poselskiej austriackiej Rady Państwa i 7 posłów niemieckiego Reichstagu), 6 posłów znalazło się w wyniku kompromisu wyborczego na Śląsku Cieszyńskim.
Pierwsze posiedzenie odbyło się 10 lutego w budynku byłego Aleksandryjsko-Maryjskiego Instytutu Wychowania Panien przy ul. Wiejskiej. Obrady otworzył przemówieniem Naczelnik Państwa Józef Piłsudski, który nominował Marszałka seniora Ferdynanda Radziwiła. Marszałek senior powołał tymczasowych sekretarzy ks. Zygmunta Kaczyńskiego (ZLN) i Mieczysława Niedziałkowskiego (PPS). Na pierwszym posiedzeniu, przedstawiono Sejmowi 210 dekretów rządu do zatwierdzenia.
Na drugim posiedzeniu Sejmu 14 lutego 1919 przyjęto przygotowany przez rząd „Tymczasowy regulamin obrad Sejmu Ustawodawczego Rzeczypospolitej Polskiej”. Regulamin ten z niewielkimi zmianami obowiązywał do lutego 1923.
W okresie od 10 do 14 lutego 1919 obradom przewodził Marszałek Senior Ferdynand Radziwiłł, 14 lutego 1919 marszałkiem Sejmu wybrano Wojciecha Trąmpczyńskiego, zaś wicemarszałkami: Jakuba Bojko z PSL Piast, Andrzeja Maja z ZSLN, Jędrzeja Moraczewskiego z PPS, Stanisława Osieckiego z PSL Wyzwolenie, Józefa Ostachowskiego z PZL.
20 lutego 1919 Sejm przyjął przez aklamację uchwałę o powierzeniu Józefowi Piłsudskiemu dalszego sprawowania urzędu Naczelnika Państwa) nazywaną „Małą Konstytucją”.
Do ważniejszych ustaw uchwalonych przez ten Sejm należą: Mała Konstytucja, Konstytucja marcowa z 17 marca 1921 oraz Statut Organiczny Województwa Śląskiego i szeroki pakiet ustaw socjalnych.
W 1920 Sejm powołał nadzwyczajny i tymczasowy organ parlamentarno-rządowy Radę Obrony Państwa, w skład którego wchodziło 10 przedstawicieli Sejmu.
Sejm Ustawodawczy funkcjonował do momentu ukonstytuowania się wybranych na mocy konstytucji Sejmu i Senatu, co nastąpiło 1 grudnia 1922 (wybór marszałków obu izb). Sejm ten odbył 342 posiedzenia plenarne, uchwalając 571 ustaw, w tym 166 dotyczących aparatu państwowego i wymiaru sprawiedliwości oraz 181 ustaw skarbowych.

## Skład Sejmu Ustawodawczego 26 stycznia 1919
Po przeprowadzonych wyborach, w których wybrano 296 posłów, oraz powołaniu 46 posłów z dotychczasowych parlamentów zaborczych skład polityczny Sejmu przedstawiał się następująco:
| Klub                                                      | przewodniczący Klubu                                | Mandaty poselskie | procent głosów w Sejmie |
| --------------------------------------------------------- | --------------------------------------------------- | ----------------- | ----------------------- |
| Związek Sejmowy Ludowo-Narodowy                           | Wojciech Korfanty                                   | 109               | 32,5                    |
| Polskie Stronnictwo Ludowe „Wyzwolenie”                   | Błażej Stolarski                                    | 58                | 17,3                    |
| Polskie Stronnictwo Ludowe „Piast”                        | Wincenty Witos                                      | 44                | 13,1                    |
| Związek Polskich Posłów Socjalistycznych                  | Ignacy Daszyński                                    | 35                | 10,4                    |
| Polskie Zjednoczenie Ludowe                               | Józef Ostachowski                                   | 31                | 9,2                     |
| Klub Pracy Konstytucyjnej                                 | Jan Kanty Federowicz                                | 17                | 5,1                     |
| Narodowy Związek Robotniczy                               | Stanisław Nowicki                                   | 17                | 5,1                     |
| Polskie Stronnictwo Ludowe – Lewica                       | Jan Stapiński                                       | 11                | 3,2                     |
| Wolne Zjednoczenie Posłów Narodowości Żydowskiej          | Ozjasz Thon                                         | 9                 | 2,7                     |
| Niemieckie Stronnictwo Ludowe (Deutsche Volkspartei, DVP) | Josef Spickermann Ludwig Wolff                      | 2                 | 0,6                     |
| Bezpartyjni                                               | Józef Buzek Antoni Chłapowski Wojciech Trąmpczyński | 3                 | 0,9                     |
|                                                           |                                                     |                   |                         |
| Razem                                                     |                                                     | 335               | 100                     |

## Skład Sejmu Ustawodawczego w początkach 1920 r.[11]
| Klub                         | Mandaty poselskie |
| ---------------------------- | ----------------- |
| Związek Ludowo-Narodowy      | 71                |
| Narodowe Zjednoczenie Ludowe | 68                |
| Chrześcijańska Demokracja    | 29                |
| Narodowy Związek Robotniczy  | 13                |
| PSL-Piast                    | 86                |
| PSL-Wyzwolenie               | 23                |
| Polska Partia Socjalistyczna | 35                |
| PSL-Lewica                   | 12                |
| Zjednoczenie Mieszczańskie   | 13                |
| Stronnictwo Katolicko-Ludowe | 5                 |
| Klub Pracy Konstytucyjnej    | 18                |
| Posłowie Żydowscy            | 11                |
| Posłowie Niemieccy           | 2                 |
| Bezpartyjni                  | 8                 |
| Ogółem                       | 394               |

## Skład Sejmu Ustawodawczego w lipcu 1922
| Partia                                           | Mandaty poselskie | procent głosów w Sejmie |
| ------------------------------------------------ | ----------------- | ----------------------- |
| Polskie Stronnictwo Ludowe „Piast”               | 96                | 22,3                    |
| Związek Ludowo-Narodowy                          | 81                | 18,8                    |
| Narodowe Zjednoczenie Ludowe                     | 45                | 13,9                    |
| Związek Polskich Posłów Socjalistycznych         | 34                | 10,4                    |
| Narodowo-Chrześcijańskie Stronnictwo Ludowe      | 26                | 6,0                     |
| Narodowo-Chrześcijański Klub Robotniczy          | 26                | 6,0                     |
| Klub Polskiego Stronnictwa Ludowego „Wyzwolenie” | 24                | 5,6                     |
| Narodowa Partia Robotnicza                       | 21                | 4,9                     |
| Klub Pracy Konstytucyjnej                        | 16                | 3,7                     |
| Klub Polskiego Stronnictwa Ludowego – Lewica     | 11                | 2,5                     |
| Zjednoczenie Mieszczańskie                       | 11                | 2,5                     |
| Stronnictwo Katolicko-Ludowe                     | 7                 | 1,6                     |
| Narodowa Partia Pracy                            | 6                 | 1,4                     |
| Rady Ludowe                                      | 5                 | 1,1                     |
| Komunistyczna Frakcja Poselska                   | 2                 | 0,5                     |
| Wolne Zjednoczenie Posłów Narodowości Żydowskiej | 10                | 2,9                     |
| Niemieckie Stronnictwo Ludowe                    | 7                 | 1,6                     |
| Bezpartyjni                                      | 4                 | 0,9                     |
| Razem                                            | 432               | 100                     |

## Prezydium klubów[12]
Związek Sejmowy Ludowo-Narodowy
Przewodniczący: Wojciech Korfanty
Zastępcy: Dr. Stanisław Głąbiński, Konstanty Kowalewski, Leopold Skulski, Ks. Arcyb. Józef Teodorowicz
Sekretarze: Ludwik Gdyk, Witold Staniszkis
Klub Polskiego Stronnictwa Ludowego "Wyzwolenie"
Przewodniczący: Błażej Stolarski
Zastępcy: Jan Tabor, Andrzej Waleron
Sekretarze: Jan Dębski, Irena Kosmowska, Jan Małupa, Eustachy Rudziński, Jan Woźnicki
Klub PSL "Piast"
Przewodniczący: Wincenty Witos
Zastępcy: Dr. Franciszek Bardel, Jan Dąbski, 
Sekretarze: Józef Rączkowski, Dr. Stanisław Ćwikowski
Związek Polskich Posłów Socjalistycznych
Przewodniczący: Ignacy Daszyński
Zastępca: Norbert Barlicki
Sekretarze: Kazimierz Czapiński, Aleksander Napiórkowski,
Gospodarz: Zygmunt Klemensiewicz
Skarbnik: Marian Malinowski
Koło Poselskie Polskiego Zjednoczenia Ludowego
Przewodniczący: Józef Ostachowski
Zastępcy: Jan Potoczek, Ks. Szczęsny Starkiewicz
Sekretarze: Maria Moczydłowska, Leonard Mrożewski
Koło Poselskie Narodowego Związku Robotniczego
Przewodniczący: Stanisław Nowicki
Zastępca: Dr. Bolesław Fichna
Sekretarze: Ludwik Waszkiewicz, Józef Zagórski
Klub Pracy Konstytucyjnej
Zarząd Klubu: Jan Kanty Federowicz, Stanisław Chaniewski, Jerzy Baworowski

## Niektóre ustawy przyjęte przez Sejm Ustawodawczy
- Statut Organiczny Województwa Śląskiego
- Ustawa o nadaniu ziemi żołnierzom Wojska Polskiego
- Ustawa o przyznaniu stopni i praw oficerskich weteranom z roku 1831, 1848 i 1863
- Ustawa o tymczasowym ustroju władz szkolnych
- Ustawa o ustaleniu i oszacowaniu świadczeń i strat wojennych
- Ustawa w przedmiocie kar za pogwałcenie przepisów, dotyczących powszechnego obowiązku służby wojskowej